# Camaleón (filósofo)
Camaleón (en griego: Χαμαιλέων. C. 350 - c. 275 a .C.), fue un filósofo peripatético de Heraclea Póntica y uno de los discípulos directos de Aristóteles. Escribió obras sobre varios antiguos poetas griegos, concretamente:
- περὶ Ἀνακρέοντος - Sobre Anacreonte
- περὶ Σαπφοῦς - Sobre Safo
- περὶ Σιμωνίδου - Sobre Simónides
- περὶ Θεσπίδος - Sobre Tespis
- περὶ Αἰσχύλου - Sobre Esquilo
- περὶ Λάσου - Sobre Laso
- περὶ Πινδάρου - Sobre Píndaro
- περὶ Στησιχόρου - Sobre Estesícoro

También escribió sobre la Ilíada y sobre la Comedia (περὶ κωμῳδίας). En esta última obra se trató, entre otros temas, las danzas de la comedia. Esta obra es citada por Ateneo con el título περὶ τῆς ἀρχαίας κωμῳδίας, que es también el título de una obra del filósofo peripatético Eumelo. Parece que también escribió sobre Hesíodo, porque Diógenes Laercio dice que Camaleón acusó a Heráclides Póntico de haberle robado su trabajo sobre Homero y Hesíodo. Las obras anteriores probablemente fueran tanto biográficas como críticas. También escribió obras tituladas περὶ θεῶν, y περὶ σατύρων, y algunos tratados morales, περι ἡδονῆς (que también se atribuyó a Teofrasto), προτρεπιικόν, y πικόν, y πικόν (borracho). De todas sus obras, solo se conservan algunos fragmentos de Ateneo y otros escritores antiguos.